# Большой зенитный телескоп

Сравнение главных зеркал некоторых телескопов (Большой зенитный телескоп обозначен розовым кружком)

Большо́й зени́тный телеско́п — крупнейший в мире жидкозеркальный телескоп и третий по величине оптический инструмент в Северной Америке. Его главное зеркало имеет диаметр 6 метров. Расположен в Канаде, недалеко от Ванкувера.

## Создание телескопа
Одним из основных факторов, определяющих мощь телескопа, является размер и качество его главного зеркала. В классических конструкциях телескопов используются сферические, параболические или гиперболические зеркала, каждое из которых может вносить свои искажения — аберрации. Из перечисленных типов наиболее выгодно параболическое зеркало, поскольку оно полностью лишено сферической аберрации в силу своей геометрии — оно собирает все пришедшие на его поверхность лучи строго в одной точке — фокусе. Процесс изготовления зеркала, поверхность которого отличается от идеального параболоида меньше, чем на четверть длины волны (критерий Релэя), есть сложная техническая задача. Тем не менее, у неё существует изящное решение — если чашу, наполненную жидкостью, привести во вращение, жидкая поверхность примет параболическую форму. Именно эта идея была реализована при создании Большого Зенитного телескопа.
Строительство началось в 1994 году и было завершено к весне 2003. В нём принимали участие ученые Университета Британской Колумбии, которому и принадлежит телескоп, Лавальского университета и Парижского астрофизического института. Ключевой частью конструкции телескопа является воздушная подушка, поддерживающая его трехтонное главное зеркало. С помощью мотора оно равномерно вращается со скоростью шесть оборотов в минуту. Фокусировка телескопа производится с помощью изменения положения зеркала: шесть опор, на которых оно закреплено, могут изменять свою высоту. Адаптивная система состоит из набора электромагнитов, расположенных под зеркалом и предназначенных для тонкой корректировки его формы с целью устранения атмосферных помех.

## Особенности
Жидкое зеркало имеет ряд несомненных преимуществ перед твердотельными. Оно на порядки дешевле сложных многосегментных зеркал, используемых в крупных телескопах, поскольку не требует сложной технической обработки для придания ему правильной оптической формы. Твердые зеркала из-за своего огромного веса подвергаются деформации и поэтому имеют ограничения на размер, ртутное же зеркало может быть сделано гораздо большим. Однако, у него есть существенные недостатки, чем и объясняется тот факт, что массового перехода к дешёвым идеально параболическим жидким зеркалам не происходит. Все дело в земной гравитации: если зеркало отклонить от горизонтального положения, то она исказит его форму до такой степени, что астрономические наблюдения проводить будет нельзя. Поэтому поле зрения такого инструмента должно быть направлено исключительно в зенит, что очень ограничивает возможности наблюдения. К тому же используемая ферромагнитная жидкость на основе ртути является высокотоксичным веществом, так что работа с телескопом требует повышенной осторожности.

## Направления исследований
Основными научными целями проекта являются измерения распределения энергии в спектрах галактик и квазаров, их красных смещений, поиск далеких сверхновых, а также слежение за космическим мусором. Эти данные являются основой для построения космологических моделей, позволяют изучать развитие галактик и всей Вселенной на самых больших масштабах.